# Mannaia

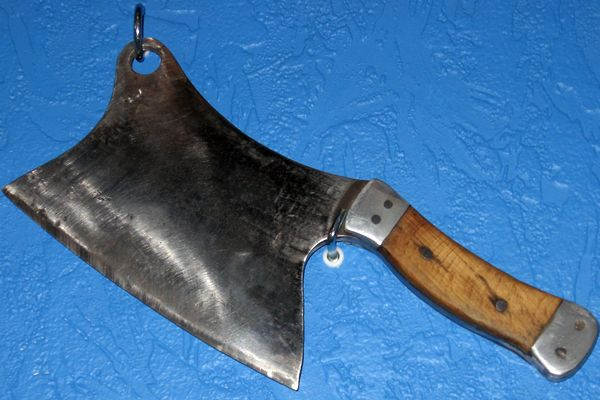
Un mannarino

La mannaia (anche detta manaia, manara, manarra, manera, mannara, mannaza; dal tardo latino secūre[m] manuāria[m], derivato di manus) è una grossa scure il cui lungo manico, come suggerisce il nome, va impugnato a due mani. Si caratterizza tendenzialmente per la lama larga e piatta. 

## Uso
Anticamente fu impiegata anche come arma da combattimento. In seguito divenne lo strumento di cui si serviva il boia per decapitare il condannato.
Nell'Italia settentrionale (Emilia, Lombardia, Piemonte, Liguria) è impiegata anche nel settore agricolo; in tal caso è un tipo di accetta dalla lama ampia, chiamata manaresso (manera in lingua veneta, maràs in lingua emiliana, marazza in lingua ligure, marraccio nell'Italia centrale), usata per squadrare i tronchi e per spaccare legna. Nel linguaggio corrente lo stesso nome è usato per il mannarino (o mannarese), un attrezzo dalla lama larga, utilizzato nei macelli per tagliare in quarti le bestie da lavorare.
Simile, ma molto più allungata, è la beidana, introdotta nelle valli valdesi del Piemonte tra il XIII secolo e il XVI secolo. Essa è lunga 50-60 cm, con lama stretta in prossimità dell'impugnatura, ma larga in punta e con un foro con il codolo ripieghevole per servire da guardamano. La beidana assolve pure la funzione di arma.